# Сватара Тауншип (округ Лебанон, Пенсільванія)
Сватара Тауншип (англ. Swatara Township) — селище (англ. township) в США, в окрузі Лебанон штату Пенсільванія. Населення — 5061 особа (2020).

## Демографія
Згідно з переписом 2010 року, у селищі мешкало 4555 осіб у 1735 домогосподарствах у складі 1323 родин. Було 1793 помешкання
Расовий склад населення:
| - 96,4 % — білих - 1,0 % — азіатів - 0,9 % — чорних або афроамериканців - 0,2 % — корінних американців - 0,1 % — вихідців з тихоокеанських островів |

До двох чи більше рас належало 1,0 %. Частка іспаномовних становила 2,3 % від усіх жителів.
За віковим діапазоном населення розподілялося таким чином: 23,9 % — особи молодші 18 років, 63,0 % — особи у віці 18—64 років, 13,1 % — особи у віці 65 років та старші. Медіана віку мешканця становила 39,1 року. На 100 осіб жіночої статі у селищі припадало 102,4 чоловіків;  на 100 жінок у віці від 18 років та старших — 99,9 чоловіків також старших 18 років.
Середній дохід на одне домашнє господарство  становив 65 320 доларів США (медіана — 54 268), а середній дохід на одну сім'ю — 69 754 долари (медіана — 65 885). Медіана доходів становила 51 757 доларів для чоловіків та 37 813 долари для жінок. За межею бідності перебувало 6,7 % осіб, у тому числі 10,3 % дітей у віці до 18 років та 9,1 % осіб у віці 65 років та старших.
Цивільне працевлаштоване населення становило 2287 осіб. Основні галузі зайнятості: освіта, охорона здоров'я та соціальна допомога — 20,2 %, роздрібна торгівля — 15,4 %, будівництво — 13,3 %.